# Dropbox
Dropbox je webové úložiště, které využívá cloud computingu a umožňuje tak uživateli ukládat a sdílet soubory a složky s ostatními uživateli internetu pomocí synchronizace souborů. Služba je provozována společností Dropbox, Inc, která byla založena v roce 2007 Drew Houstonem a Arash Ferdowsiem díky podpoře Y Combinator startup.
Existují dvě možnosti využívání – zdarma nebo placený, placený přináší více prostoru pro soubory. Při porovnání s podobnými službami, Dropbox podporuje relativně velký počet platforem od desktopu až po mobilní telefony. Nabízí celkem 10 klientů pro tyto platformy: Microsoft Windows, Mac OS a Linux (oficiální i neoficiální) a také pro oblast chytrých mobilních telefonů platforem Android, iPhone, iPad a BlackBerry. Důležitým prvkem Dropboxu je také webové rozhraní služby pro ty, kteří nemají nainstalovaného klienta. Dropbox používá model financování Freemium, což znamená, že v základním provedení je zdarma a poskytuje nenáročným uživatelům 2GB úložiště s omezením datových přenosů na 20 GB za den. U placených účtů je tento limit navýšen 2 TB úložiště a 200 GB přenosů za den.

## Historie
Drew Houston byl inspirován k vytvoření Dropboxu během svých studií na MIT. Zejména kvůli své časté frustraci při zapomenutí USB disku nebo nedostatcích v existujících službách, o kterých tvrdil: „trpí velkou latencí, nedostatečným prostorem, bugy nebo mě prostě nutily moc přemýšlet.“ Nejdříve tak začal vytvářet službu jen pro sebe, ale pak si uvědomil, že by z toho mohlo mít prospěch mnoho lidí se stejným problémem. Houston založil Dropbox, Inc. v roce 2007 a díky finančnímu zajištění Y Combinator fondu pro podporu startupů. Oficiální provoz Dropboxu je datován na výroční konferenci o technologií TechCrunch50 v roce 2008.
V roce 2009 najal Dropbox Adama Grosse, bývalého Salesforce veterána, jako Senior vicepresidenta pro marketing a prodej. Společnost Dropbox sídlí v San Francisku a je financována Sequoia Capitall, Accel Partners a Amidzad. V lednu roku 2010 Dropbox měl více než 4 miliony uživatelů. Od poloviny roku 2009 začali uvolňovat nové funkce, které pomáhají měřit zájem zákazníků.

## Funkčnost
Dropbox klient umožňuje vložit jakýkoliv soubor do určené synchronizované složky Dropbox ve správci souborů, dojde tak k nahrání tohoto souboru do webového úložiště a rozšíření na všechna synchronizovaná zařízení. Uživatelé také mohou odeslat data ručně přímo přes webové rozhraní a webový prohlížeč. Díky tomu lze Dropbox považovat za alternativu k tradičním přenosným mediím a dalším podobným formám přenosu dat jako FTP nebo emailové přílohy. Klient nemá omezenou velikost souboru pro synchronizaci, ovšem přes webové rozhraní lze nahrát soubor o maximální velikosti 10 GB.
Zatímco Dropbox funguje i jako úložiště souborů, je zejména zaměřena na jejich synchronizaci a sdílení. Podporuje historii revizí, takže smazané soubory ze složky Dropbox mohou být kdykoliv obnoveny, a to jak přes webového klienta, tak i na kterémkoliv instalovaném klientu. Historie verzí je omezena na dobu 30 dní, ale uživatelé mají možnost získat neomezenou historii zakoupením placené verze. Dojde-li ke změně souboru v synchronizované Dropbox složce, automaticky dojde k synchronizaci na ostatní synchronizovaná zařízení. Výhodou Dropboxu je, že synchronizuje pouze tu část souboru, která se změnila, tak omezuje využívání internetu na minimum. Dropbox úložiště je šifrováno pomocí AES-256. Pokročilí uživatelé vymysleli celou řadu inovativních využití tzv. mashup technologie, která rozšiřuje funkčnost Dropboxu. Patří mezi ně posílání souborů do Dropboxu přes Gmail, používat Dropbox jako zálohu chatu z IM klientů, manažer hesel apod.

### Doplňky
Existuje velké množství neoficiálních přídavků do služby DropBox, které jsou k dispozici. Většinou jsou vytvořeny komunitou okolo Dropboxu. Tyto addony jsou jak ve formě webových služeb, například SentToDropbox (který umožňuje uživatelům posílat z emailu soubory přímo do Dropboxu) a desktopové aplikace jako MacDropAny (která umožňuje uživatelům synchronizovat do Dropboxu jakoukoliv složku na jejich počítači a nikoliv pouze jednu). Je zde také několik klientů pro operační systémy, které Dropbox oficiálně nepodporuje jako Maemo, Symbian.

## Autorské právo
Dropbox souhlasil s dodržování autorských práv na základě pokynů DMCA, a tak odradil své uživatele od nahrávání chráněného obsahu na servery Dropbox. Jak bývá zvykem u podobných služeb, Dropbox si vyhrazuje právo smazat nebo odstranit libovolný soubor z účtu uživatele v případě, že porušuje DMCA. Dropbox také odrazuje od nahrávání pornografického, rasistického a jinak závadného obsahu.